# Chapel Plaister
Chapel Plaister – osada w Anglii, w hrabstwie Wiltshire. Leży 49 km na północny zachód od miasta Salisbury i 147 km na zachód od Londynu. Miejscowość liczy 18 mieszkańców.